# Michaił Czistiakow
Michaił Nikołajewicz Czistiakow (ros. Михаил Николаевич Чистяков, ur. 6 listopada?/18 listopada 1896 w Petersburgu, zm. 1980 w Moskwie) – radziecki dowódca wojskowy, marszałek artylerii.

## Życiorys
Urodzony w rodzinie kolejarza. Służbę wojskową w Armii Imperium Rosyjskiego rozpoczął w 1915. Od września 1918 pełnił służbę w Armii Czerwonej. Ukończył kursy wyższych dowódców w 1926 oraz kurs doskonalenia wyższej kadry dowódczej przy Akademii Wojskowej im. Michaiła Frunzego w 1930.
Uczestniczył w walkach w czasie I wojny światowej na Froncie Południowo-Zachodnim jako zwiadowca w pododdziale rozpoznania dźwiękowego artylerii oraz dowódca plutonu. Za wyróżniającą służbę w 1917 dwukrotnie został odznaczony Krzyżem św. Jerzego oraz awansowany do stopnia chorążego.
W czasie wojny domowej w Rosji kolejno pełnił służbę na stanowiskach: dowódcy plutonu, baterii, dywizjonu na Frontach Wschodnim i Zachodnim. Od 1922 na różnych stanowiskach dowódczych w artylerii – był zastępcą szefa, a od grudnia 1923 szefem artylerii dywizji strzeleckiej. Następnie dowodził pułkiem artylerii. Od 1930 był szefem artylerii korpusu, a od 1936 zastępcą inspektora artylerii armii w Białoruskim Okręgu Wojskowym. W latach 1938–1941 był komendantem kursów doskonalenia wyższej kadry dowódczej artylerii naziemnej i przeciwlotniczej w Akademii Wojskowej im. Feliksa Dzierżyńskiego. Od 1941 szef Zarządu Wyszkolenia Bojowego w Głównym Zarządzie Artylerii ACz.
W czasie II wojny światowej był szefem artylerii na Froncie Zachodnim, następnie szefem artylerii 34 Armii Frontu Południowo-Zachodniego. Od grudnia 1941 pełnił funkcję szefa Zarządu Wyszkolenia Bojowego Głównego Zarządu Artylerii. Od czerwca 1943 był zastępcą dowódcy Artylerii ACz. Uczestniczył w przygotowaniu i przeprowadzeniu szeregu operacji na Frontach: Stalingradzkim, Dońskim, Południowym, Woroneskim, 3 Ukraińskim, 4 Ukraińskim, 3 Białoruskim, 1 Nadbałtyckim, 2 Nadbałtyckim i 3 Nadbałtyckim. 25 września 1944 został awansowany na stopień marszałka artylerii. Następnie skierowany na stanowisko dowódcy artylerii przy Naczelnym Dowództwie Wojsk Radzieckich na Dalekim Wschodzie i uczestniczył w rozgromieniu japońskiej Armii Kwantuńskiej.
Od kwietnia 1946 był zastępcą dowódcy artylerii Sił Zbrojnych ZSRR do spraw szkolenia bojowego. Od czerwca 1953 był zastępcą dowódcy artylerii Sił Zbrojnych ZSRR do spraw szkolnictwa wojskowego. W listopadzie 1957 przeszedł na stanowisko generalnego inspektora artylerii wojsk lądowych. Od lipca 1961 był głównym inspektorem jednostek wojsk rakietowych i artylerii, od kwietnia 1963 pełnił funkcję głównego inspektora wojsk rakietowych szczebla operacyjno-taktycznego Głównej Inspekcji Ministerstwa Obrony. Od grudnia 1964 był doradcą wojskowym Grupy Generalnych Inspektorów Ministerstwa Obrony.
Był członkiem WKP(b) od 1944. Zmarł w 1980 w Moskwie i został pochowany na Cmentarzu Nowodziewiczym.

## Awanse
- generał major artylerii 04 czerwca 1940;
- generał porucznik artylerii 17 listopada 1942;
- generał pułkownik artylerii 03 kwietnia 1944;
- marszałek artylerii 25 września 1944.

## Odznaczenia
- Order Lenina – trzykrotnie
- Order Rewolucji Październikowej
- Order Czerwonego Sztandaru – trzykrotnie
- Order Suworowa I klasy
- Order Kutuzowa I klasy – dwukrotnie
- Order Bohdana Chmielnickiego I klasy
- Order Suworowa II klasy
- Order Wojny Ojczyźnianej I klasy
- Order Czerwonej Gwiazdy
- Order „Za służbę Ojczyźnie w Siłach Zbrojnych ZSRR” III klasy
- Krzyż Zasługi Wojskowego Orderu Świętego Jerzego – dwukrotnie
- I inne